# At Home (Shocking Blue)
At Home è il secondo album del gruppo olandese degli Shocking Blue pubblicato nel 1969. Nel disco è presente la celebre hit Venus.

## Tracce
Tutti i brani sono stati scritti da Robbie van Leeuwen tranne dove riportato.

### Lato A
1. Boll Weevil - 2:40
2. I'll Write Your Name Through the Fire - 2:50
3. Acha Raga (Mayer) - 3:10
4. Love Machine - 3:15
5. I'm a Woman - 3:00

### Lato B
1. Venus - 3:07
2. California Here I Come - 3:15
3. Poor Boy - 4:50
4. Long and Lonesome Road - 2:44
5. Love Buzz- 3:40
6. Butterfly and I - 3:50

### CD bonus tracks
1. Harley Davidson - 2:39
2. Fireball of Love - 3:00
3. Hot Sand - 2:35
4. Wild Wind - 2:15